# Ifjabb Kürosz
Ifjabb Kürosz II. Dareiosz perzsa nagykirály és Parüszatisz fia volt, herceg, hadvezér és trónkövetelő. Pontos születési ideje nem ismert. Ifjan halt meg i. e. 401-ben. Testvére, II. Artaxerxész ellen történő hadjáratát Xenophón írta meg Anabaszisz („felvonulás”) című művében. Ez volt a tízezrek hadjárata.

## Életrajza
Már azután született, hogy apja i. e. 424-ben trónra lépett. Alkibiadész győzelmei után, amikor Dareiosz úgy döntött, hogy tovább támogatja a spártaiakat és folytatja a háborút Athén ellen, a fiatal Küroszt Kis-Ázsiába küldte, Lüdia, Phrügia és Kappadókia szatrapájaként. Megtette a „Kasztolosz mezején összegyűlő” perzsa hadak vezérévé, azaz a kis-ázsiai katonai körzet parancsnokává is.